# Henri de Saint-Simon
Claude Henri de Rouvroy, Comte de Saint-Simon, krajše grof Saint-Simon, francoski socialni filozof, pozitivist in socialist,  * 17. oktober 1760,  Pariz, † 19. maj 1825, Pariz.

## Življenje
Kot potomec ene od najstarejših in uglednih plemiških družin se je po družinski tradiciji usmeril v vojaško kariero. Že v najstniških letih se je v ameriški vojni za neodvisnost prostovoljno boril na strani Američanov. Po vrnitvi v Francijo je podprl revolucijo in se odpovedal družinskemu grbu. Zaradi družinskega porekla ga je revolucionarna oblast med obdobjem terorja zaprla v ječo. Po osvoboditvi iz zapora je v zelo kratkem času obogatel z naložbami v poceni zemljišča, se poročil (zakon je propadel) in odprl salon, v katerem so se zbirali somišljeniki. Leta 1804 je zaradi pretiranega zapravljanja doživel bankrot in do smrti živel v revščini kot pisar v zastavljalnici. Obdobje po bankrotu velja za intelektualno najustvarjalnejših. Na Saint-Simona so vplivali francoski razsvetljenci: v mladosti d'Alembert, na katerega se je skliceval kot svojega učitelja, čeprav ni dokazov, da bi se kdaj srečala. V obdobju po bankrotu so nanj vplivala zlasti Montesquieu in Condorcet, od katerih je prevzel evolucionistično-pozitivistični pristop k raziskovanju družbe. Čeprav je začel pisati razmeroma pozno, mu je uspelo dokončati veliko del, skic, projektov in pisem. Umrl je povsem osiromašen v ubožnici, dve leti po poskusu samomora.

## Fevdalni družbeni red in revolucija
Svoje ideje je Saint-Simon razširjal predvsem z organiziranjem krožkov intelektualcev, med katerimi so njegove ideje najprej naletele na plodna tla. Eno od najpomembnejših vprašanj na teh krožkov je bilo »Zakaj je Francoska revolucija doživela neuspeh?«. Da pa bi prišel do razlogov za neuspeh politične revolucije, je sklenil, da je potrebno skrbno proučiti družbene skupine (redove) ter pri pridobivanju spoznanj o družbenih odnosih med posameznimi redovi uporabiti metode spoznanja iz naravoslovnih znanosti, ki bi se znali uporabiti v političnem vodenju tako, kot si gospodarstvo pomaga z odkritji in izumi industrijske revolucije. Priznaval je nujnost Francoske revolucije kot oblike družbene revolucije, ki je odstranila predmoderne politične strukture plemstva in klerikalizma (ancien regime). Toda posledično je obžaloval družbeno in moralno anarhijo, ki jo je povzročilo uničenje starih in preživetih fevdalnih družbenih struktur, brez premišljene izgradnje novih in stabilnejših, ki bi družbi ne samo zagotovile napredek v znanosti in proizvodnji, pač 
bi zagotovile stablino in funkcionalno delovanje družbe na temeljih morale.
Ključen dejavnik razkroja fevdalnega družbenega reda je po Saint-Simonu industrijski proces proizvodnje, ki je s svojim meritokratskim organizacijskim redom, v katerem produkcijski proces upravljajo najboljši strokovnjaki, spodnesla fevdalni družbeni red, ki izhaja iz političnega gospostva prirojenega statusa plemstva nad podložniki. Ker so se predrevolucijske družbene strukture izkazale za preživete, je za ponovno stabilizacijo družbe na prenovljenih moralnih temeljih sklenil utemeljiti družbeno teorijo, ki bo raziskovala zakone družbenega napredka in bo v ta namen utemeljena na pozitivnih, to je naravoslovnih znanostih. Za nosilca družbenega napredka in vzpostavljanja reda je Saint-Simon postavil nov družbeni sloj znanstvenikov-strokovnjakov, ki bodo s svojim znanjem delovali v blaginjo celotne družbe, tudi deprivilegiranih slojev.

## Družbena fiziologija
Saint-Simon je to novo, pozitivno znanost, ki bo proučevala družbo, imenoval družbena fiziologija. Kakor kasneje Durkheim Saint-Simon zagovorja stališče, da je družba realnost (oziroma fiziologija) posebnega reda in nikakor zgolj naključni zbir posameznikov, ki delujejo samosvoje. Zato tudi povzame analogijo z biološkim organizmom: družba je organizem, pri katerem posamezni deli funkcionirajo v dobrobit celote organizma. Ta biologistični vpogled v  organiziranost družbe kot celote (oz. družbeno fiziologijo) je dopolnil še s primerjavo  s strojem, kjer vsi deli prispevajo k funkcioniranju celote. Ta je odvisna od delovanja posameznih delov, koliko ti bolj ali manj pravilno opravljajo funkcije, ki so jim dodeljene. V njegovi teoriji zato prevladuje biologistični element družbenih odnosov, vsak del družbe opravlja svojo funkcijo in delovanje celote je odvisno od pravilnega opravljanja funkcij posameznih delov družbe. V družbeni fiziologiji se izmenjujejo organska in kritična obdobja. V organskih obdobjih družba deluje brezhibno in brez konfliktov kot enoten organizem, v kritičnih obdobjih pa prihaja do spopadov, nestabilnosti, bojev med posameznimi deli družbe in končno revolucij.

## Meritokratski vidiki vladanja
Da bi se ponovno vzpostavil družbeni red, tj. stabilna družbena fiziologija, je zagovarjal znanstveno in racionalno upravljanje z družbo. Namesto neproduktivnih molitev in religioznih praks, ki so bile temelj solidarnosti fevdalne družbe, je pri izgradnji nove solidarne družbe videl prednost v znanosti in industrijskemu delu. Zahteval je, da se iz družbe izločijo vsi neproduktivni in parazitski stanovi in posamezniki, proizvodne družbene sile zasnovane na tehnološkem znanju pa naj prevzamejo oblast in upravljanje družbe.  Iz vsake stroke (posameznih znanosti, umetnosti, panoge industrije, bančništva) bi morali na čelo družbe kot vladajoči razred stopiti tisti z najbolje usposobljeni in najzaslužnejši, čemur pravimo meritokracija (iz  fr. merité – zasluga):
Vsakomur v skladu z njegovimi sposobnostmi,
 vsaka sposobnost v skladu z njenimi storitvami
Le najboljše znanstvenike, podjetnike, umetnike in bankirje šteje za poklicane, da v svojem združenem in usklajenem delovanju reorganizirajo in prenovijo družbo, katere cilj ni zgolj napredek sam po sebi, pač pa izboljšanje blaginje vsakega posameznika v smislu moralnega napredka. Pomembno vlogo pri vzgoji le-teh ima izobraževanje, ki mora po Saint-Simonu slediti napredku v znanostih, da bo lažje ustvarjalo tudi družbeni napredek v smislu družbenega reda. Razdelil je tudi vloge najboljših med najboljšimi: umetniki bi opravljali propagandistično funkcijo, znanstveniki bi iskali možnosti za rast blaginje in stabilnosti družbe s tehnološkim napredkom v proizvodnji pridobivanja družbenih virov, industrialci bi odločali o realizaciji javnih planskih zamisli, bankirji pa bi denarne tokove premišljeno in načrtno usmerjali v investicije.
Njegovi načrti niso z današnjega vidika prav nič utopični, saj predvidevajo znanstveno in racionalno planiranje posameznih družbenih projektov, velike naložbe v javne investicije, od katerih bi imela koristi celotna družba, razvijanje predpostavk o rasti blaginje v družbi, racionalno upravljanje in izkoriščanje naravnih virov, ki bi služili znanstvenemu napredku in stabilnosti celotne družbe.

## Preseganje družbenih razlik
Med delavskim razredom (proletariatom) ter industrialci (buržoazijo) ni videl nobenega nasprotja in družbenih konfliktov, kvečjemu sovpadanje v enoten progresističen razred proizvajalcev, ne glede na njihovo lastnino. Nasproti temu proizvajalnemu razredu se nahaja  parazitski razred, ki predstavlja številčno ne-delovno in ne-proizvajalno manjšino vladnih struktur vojaštva, duhovščine, plemstva, rentnikov in trgovcev. Praktični primer, ki si ga je zastavljal je, »kaj bi se zgodilo, če bi v Franciji izginilo 10 škofov, 10 grofov in 10 politikov v nasprotju s tem, če bi izginilo 10 največjih umetnikov, 10 najinovativnejših industrialcev in 10 bankirjev?«  V prvem primeru škofov se ne bi zgodilo nič, ker gre za parazitske razrede, ki so racionalno in znanstveno organiziranemu novemu družbenemu redu odvečni. Če pa bi izginili po 10 najboljših umetnikov, industrialcev in bankirjev, ki jih je uvrščal v progresivno-znanstveno družbeno skupino, bi Francija po njegovem mnenju propadla.
Kljub vsemu Saint-Simon ne pozablja  na možno polarizacijo razredov, ki mu  predstavlja grožnjo družbeni stabilnosti in morali, a vendar ostaja optimist v mnenju, da jo organiziran znanstven pristop v družbenem upravljanju odpravi konflikte v družbi. Lastnino dojema kot osnovni regulativni element v družbi in vsaka politična ureditev je zanj zgolj odsev lastninskih zakonov in razmerij. Ni pa se zavedal zapletenosti družbenih konfliktov, ki izhahajo iz neenakih predpogojev lastninskih razmerij, ko lastniki izkoristijo svoj prednostni lastninski položaj in si podredijo manjše lastnike ali nelastnike produkcijskih sredstev. Toda kljub vsemu v družbenih spremembah daje prednost etiki nenasilja in racionalno vodenim postopnim reformam pred neracionalnim nasiljem in spontanostjo revolucij. Vsaka družbena reorganizacija naj zato poteka nenasilno in racionalno preudarno, z občutkom za pravičnost, kjer gresta plačilo in možnost odločanja o družbenih vprašanjih vsakemu po njegovih zaslugah v dobrobit vseh. Saint-Simon je bil zagovornik emancipacije žensk in njihove enakopravnosti z moškimi, kar pomeni, da je mesta naboljših upravljalcev v svoji viziji namenil tudi ženskam.

## Saint-Simon in Cerkev
kakor razsvetljenci pred njim je bil tudi Saint-Simon kritik krščanske Cerkve. Vendar si religije v družbi ni zamišljal za odvečno, meni, da je nujno potrebna za stabilno delovanje družbe kot celote. Pri Saint-Simonovem stališču do religije je zato potrebno ločiti njegovo kritiko tradicionalnih religioznih sistemov, predvsem krščanstva, ki so dediščina obdobij srednjega veka, in pa sprejemljivost nove, sodobne oblike religije, ki bi ustrezala modernemu, proizvajalnemu svetu. Saint-Simon si je zamislil humano religijo, prenovljeno novo krščanstvo (fr. le noveau christianisme), ki bi povezalo najboljše med proizvajalci -  znanstvenike, umetnike, industrialce in bankirje – v glavne voditelje človeštva, ki bodo zamenjali staro, neproizvajalno klerikalno elito. Religioznost teh najboljših po zaslugah bi bila zgolj metodična in ne dejanska, saj bi s svojim zgledom, vzori in predvsem uspešno izpeljanimi projekti, ki bi koristili blaginji celotne družbe, kot najsposobnejši voditelji človeštva postali moralni vzor in duhovna opora celotne družbe in s tem vrhovni svečeniki v novi pomlajeni religiji vseh produktivnih sil.

## Dediščina saint-simonizma

### Racionalna organizacija proizvodnje
Njegova učenca Saint-Armand Bazard in Barteélemy-Prosper Enfantin sta na podlagi zapiskov z zasebnih razprav in predavanj zgradila sistem saint-simonizma. Glavni dokument saint-simonizma je njuno delo Doctrine de Saint-Simon iz leta 1829/1830. Sanit-Simonova programska stališča o reformi krščanstva, ki bi bilo prirejeno novi tehnološki dobi, so privedla do nastanka  saint-simonistične »Cerkve«. Bazard in »oče« Enfantin sta iz saint-simonizma ustvarila deistično religiozno gibanje oziroma sekto s svojo ideologija izbranosti, cerkveno hierarhijo, slavnostnim oblačenjem in obredjem. Kljub temu je zaradi ideoloških sporov ta »cerkev« 1835 razpadla. Mnogi člani so se kasneje izkazali na inženirskem in ekonomskem področju znanj in pripomogli k modernizaciji Francije.
Saint-Simon je imel neposreden vpliv s svojimi idejami, v katerih je zagovarjal racionalno organizacijo proizvodnje in vero v napredek znanosti, tudi na ekonomiste in podjetništvo v širše, izven svojega ožjega idejnega krožka saint-simonizma. Že v mladosti je Saint-Simon napravil načrte za Mehiški prekop, ki bi povezal Atlantik s Pacifikom. Njegove ideje so vplivale na ambiciozne načrte izgradnje Sueškega prekopa, državnega železniškega omrežja ter nastanek bančnih posojilnic za naložbe industrije.

### Pozitivizem
Saint-Simon je z družbeno fiziologijo kot pozitivno znanostjo neposredno najbolj vplival na Avgusta Comta, ki je nekaj časa pri njem služboval kot tajnik, po nekem sporu pa sta se leta 1823 razšla. Podobno kot Saint-Simon in njegov učenec Enfantin  je tudi Comte uprizarjal ezoterični kult svoje osebnosti in krožka istomislečih, ne brez odpora univerzitetnih združenj. Vseeno pa je bil Comtov vpliv na filozofijo, sociologijo, socialno antropologijo prav tako daleč presegel religiozne motive njegovega združenja. Comtova delitev na socialno statiko in socialno dinamiko je tesno povezana s saint-simonizmom in si je našla mesto tudi na brazilski zastavi («Ordem e progresso« - Red in napredek).

### Družba kot realnost posebne vrste
Vplivi na Durkheima se kažejo v izpostavitvi družbenega organizma kot realnosti posebne vrste (lat. sui generis), cikličnim menjavanjem organskih obdobij reda in kritičnih obdobij družbene anarhije/anomije, kot tudi z izpostavitvijo povezovalnega dejavnika religije.

### Socializem
Saint-Simona ne moremo striktno imeti za predstavnika t. i. utopičnega socializma, saj ni napisal nobene Utopije, kakor so jo npr. Thomas More, Robert Owen in Charles Fourier. Mladoheglovci, med njimi Karl Marx, so saint-simonizem pogosto diskriminirali kot »utopičnega«,  pri čimer so hoteli s pojmom kritično utopični socializem narediti zarezo med idealizmom in njegovim ekonomsko znanstvenim pristopom k družbeni znanosti.

## Dela
- »Introduction aux Travaux scientifiques du XIXe siècle« 1807 ( Uvod v znanstvena dela 19. stoletja );
- »De la Réorganisation de Société Européenne« 1814 (O reorganizaciji evropske družbe);
- »Le noveau Christianisme« 1825 ( Novo krščanstvo ).

Zbrana dela:
- »Oeuvres de Saint-Simon et d'Enfantin«, 47 vols., Paris, 1865–1878